# Pterolophia bituberculatithorax
Pterolophia bituberculatithorax là một loài bọ cánh cứng trong họ Cerambycidae.